# Doyle Cup
Der Doyle Cup ist ein Sportpokal im Eishockey, der unter dem Dach der Canadian Junior Hockey League an den Sieger der Best-of-Seven-Serie vergeben wird, die derzeit jährlich zwischen dem Gewinner des Enerflex Cups der Alberta Junior Hockey League und des Fred Page Cups der British Columbia Hockey League ausgetragen wird.
Der Pokal wurde 1984 von dem Geschäftsmann Pete Doyle aus Penticton in der Provinz British Columbia gestiftet, um der Meisterschaft, die als Alberta/British Columbia Junior "A" Championship bereits seit 1962 bestand und seit 1971 Pacific Junior "A" Championship heißt, einen wirksameren Namen zu geben.
Der Gewinner des Doyle Cup tritt um den Royal Bank Cup an, der die nationale Junior-A-Meisterschaft bedeutet. Er spielt dabei traditionell auch gegen den Gewinner des Anavet Cup um die westkanadische Meisterschaft, den Abbott Cup.

## Titelträger
| Pacific Junior "A" Champions        | Pacific Junior "A" Champions        | Pacific Junior "A" Champions        | Pacific Junior "A" Champions        | Pacific Junior "A" Champions        |
| Jahr                                | AJHL-Meister                        | BCHL-Meister                        | Ergebnis                            |                                     |
| Pacific Centennial Cup Championship | Pacific Centennial Cup Championship | Pacific Centennial Cup Championship | Pacific Centennial Cup Championship | Pacific Centennial Cup Championship |
| ----------------------------------- | ----------------------------------- | ----------------------------------- | ----------------------------------- | ----------------------------------- |
| 1971                                | Red Deer Rustlers                   | Penticton Broncos                   | 4-3                                 |                                     |
| 1972                                | Red Deer Rustlers                   | Vernon Essos                        | 4-2                                 |                                     |
| 1973                                | Calgary Canucks                     | Penticton Broncos                   | 1-4                                 |                                     |
| 1974                                | Red Deer Rustlers                   | Kelowna Buckaroos                   | 1-4                                 |                                     |
| 1975                                | Spruce Grove Mets                   | Bellingham Blazers                  | 4-2                                 |                                     |
| 1976                                | Spruce Grove Mets                   | NorWes Caps (PCJHL)                 | 4-1                                 |                                     |
| 1977                                | Calgary Canucks                     | Richmond Sockeyes (PCJHL)           | 4-1                                 |                                     |
| 1978                                | Calgary Canucks                     | Merritt Centennials                 | 2-4                                 |                                     |
| 1979                                | Fort Saskatchewan Traders           | Richmond Sockeyes (PCJHL)           | 4-1                                 |                                     |
| 1980                                | Red Deer Rustlers                   | Penticton Knights                   | 4-0                                 |                                     |
| 1981                                | St. Albert Saints                   | Penticton Knights                   | 4-1                                 |                                     |
| 1982                                | St. Albert Saints                   | Penticton Knights                   | 4-3                                 |                                     |
| 1983                                | Calgary Canucks                     | Abbotsford Flyers                   | 0-4                                 |                                     |
| 1984                                | Fort Saskatchewan Traders           | Langley Eagles                      | 2-4                                 |                                     |
| Doyle Cup                           |                                     |                                     |                                     |                                     |
| 1985                                | Red Deer Rustlers                   | Penticton Knights                   | 1-4                                 |                                     |
| 1986                                | Calgary Canucks                     | Penticton Knights                   | 1-4                                 |                                     |
| 1987                                | Red Deer Rustlers                   | Richmond Sockeyes                   | 3-4                                 |                                     |
| 1988                                | Calgary Canucks                     | Vernon Lakers                       | 4-0                                 |                                     |
| 1989                                | Red Deer Rustlers                   | Vernon Lakers                       | 2-4                                 |                                     |
| 1990                                | Calgary Canucks                     | New Westminster Royals              | 0-4                                 |                                     |
| 1991                                | Calgary Royals                      | Vernon Lakers                       | 1-4                                 |                                     |
| 1992                                | Olds Grizzlys                       | Vernon Lakers                       | 3-4                                 |                                     |
| 1993                                | Olds Grizzlys                       | Kelowna Spartans                    | 1-4                                 |                                     |
| 1994                                | Olds Grizzlys                       | Kelowna Spartans                    | 4-2                                 |                                     |
| 1995                                | Calgary Canucks                     | Chilliwack Chiefs                   | 4-3                                 |                                     |
| 1996                                | St. Albert Saints                   | Vernon Vipers                       | 3-4                                 |                                     |
| 1997                                | Fort McMurray Oil Barons            | South Surrey Eagles                 | 1-4                                 |                                     |
| 1998                                | St. Albert Saints                   | South Surrey Eagles                 | 2-4                                 |                                     |
| 1999                                | Calgary Canucks                     | Vernon Vipers                       | 1-4                                 |                                     |
| 2000                                | Fort McMurray Oil Barons            | Chilliwack Chiefs                   | 4-1                                 |                                     |
| 2001                                | Camrose Kodiaks                     | Victoria Salsa                      | 4-2                                 |                                     |
| 2002                                | Drayton Valley Thunder              | Chilliwack Chiefs                   | 2-4                                 |                                     |
| 2003                                | Camrose Kodiaks                     | Vernon Vipers                       | 4-2                                 |                                     |
| 2004                                | Grande Prairie Storm                | Nanaimo Clippers                    | 1-4                                 |                                     |
| 2005                                | Camrose Kodiaks                     | Surrey Eagles                       | 4-1                                 |                                     |
| 2006                                | Fort McMurray Oil Barons            | Burnaby Express                     | 2-4                                 |                                     |
| 2007                                | Camrose Kodiaks                     | Nanaimo Clippers                    | 4-1                                 |                                     |
| 2008                                | Camrose Kodiaks                     | Penticton Vees                      | 4-1                                 |                                     |
| 2009                                | Grande Prairie Storm                | Vernon Vipers                       | 0-4                                 |                                     |
| 2010                                | Spruce Grove Saints                 | Vernon Vipers                       | 3-4                                 |                                     |
| 2011                                | Spruce Grove Saints                 | Vernon Vipers                       | 3-4                                 |                                     |